# Czworogratka
Czworogratka (Amphigerontia) – rodzaj owadów z rzędu psotników i rodziny psotnikowatych. Zalicza się do niego 33 opisane gatunki.

## Morfologia
Psotniki o ciele mierzonym wraz ze złożonymi skrzydłami osiągającym poniżej 6 mm długości; u gatunków środkowoeuropejskich długość przedniego skrzydła wynosi od 3,7 do 4,8 mm. Ubarwienie ich bywa od jasnego z ciemniejszymi elementami aż do prawie całkiem brunatnoczarnego. Przednie skrzydła są przezroczyste lub mają skąpy, brunaty wzór w formie plam lub przepasek. Użyłkowanie skrzydła odznacza się dobrze rozwiniętą żyłką poprzeczną łączącą żyłkę radialną i medialną, lekko zwężoną ku wierzchołkowi komórką dyskoidalną, brakiem szczątkowej żyłki poprzecznej w tylnym kącie pterostygmy oraz wierzchołkową częścią areoli postiki wyraźnie dłuższą od pierwszego odcinka żyłki kubitalnej. Odnóża mają stopy o pazurkach wyposażonych w ząbek przedwierzchołkowy. Genitalia samca cechują się niezrośniętymi z prąciem paramerami oraz symetrycznym hypandrium o trójkątnym wierzchołku. Samica ma znak w kształcie krzyża lub litery „T” na płytce sugenitalnej i dwupłatowe walwy zewnętrzne.

## Taksonomia
Rodzaj ten wprowadzony został w 1880 roku przez Hermanna Juliusa Kolbego na łamach Jahresbericht des Westfälischen Provinzial-Vereins für Wissenschaft und Kunst. Zalicza się do niego 33 opisane gatunki:
- Amphigerontia alticola New & Thornton, 1975
- Amphigerontia anchonae Li, 1989
- Amphigerontia anchorae Li, 2002
- Amphigerontia bifasciata (Latreille, 1799) – czworogratka dwupasek
- Amphigerontia birabeni Williner, 1944
- Amphigerontia boliviana Navas, 1930
- Amphigerontia contaminata (Stephens, 1836) – czworogratka nadrzewek
- Amphigerontia diffusa Navas, 1933
- Amphigerontia feai Ribaga, 1908
- Amphigerontia guiyangica Li, 1990
- Amphigerontia hyalina Enderlein, 1925
- Amphigerontia incerta Ribaga, 1908
- Amphigerontia infernicola (Chapman, 1930)
- Amphigerontia intermedia (Tetens, 1891) – czworogratka modrzewiak
- Amphigerontia jezoensis Okamoto, 1907
- Amphigerontia lata Enderlein, 1926
- Amphigerontia lhasaensis Li, 2002
- Amphigerontia lhasana Li & Yang, 1987
- Amphigerontia limpida Navas, 1920
- Amphigerontia longicauda Mockford & Anonby, 2007
- Amphigerontia minutissima (Enderlein, 1908)
- Amphigerontia montivaga (Chapman, 1930)
- Amphigerontia nadleri Mockford, 1996
- Amphigerontia namiana Navas, 1920
- Amphigerontia nervosa Navas, 1932
- Amphigerontia petiolata (Banks, 1918)
- Amphigerontia shanxiensis Li, 2002
- Amphigerontia sicyoides Li, 2002
- Amphigerontia tincta Navas, 1920
- Amphigerontia titschacki Navas, 1927
- Amphigerontia umbrata Navas, 1927
- Amphigerontia unacrodonta Li, 2002
- Amphigerontia voeltzkowi Enderlein, 1908